# Aki Aleong
Assing "Aki" Aleong (Puerto España, 19 de diciembre de 1934-22 de junio de 2025) fue un actor y cantante trinitense que también ha participado activamente en la composición y producción musical. Su primer papel importante fue en la película de 1957 No Down Payment, protagonizada por Joanne Woodward y Jeffrey Hunter. Es probablemente conocido por interpretar al Senador Hidoshi durante la primera temporada de la serie Babylon 5, así como por retratar al señor Chiang, el asistente de Nathan Bates en la serie V: The Series. También interpretó el personaje del coronel Mitamura en Farewell to the King.

## Filmografía (selección)

### Películas
| Año  | Título                                                | Papel            | Notas     |
| ---- | ----------------------------------------------------- | ---------------- | --------- |
| 1987 | Hanoi Hilton                                          | Mayor Ngo Doc    |           |
| 1988 | Braddock: Desaparecido en combate 3                   | General Quoc     |           |
| 1989 | Farewell to the King                                  | Coronel Mitamura |           |
| 1992 | Out for Blood                                         | Hiroshi          |           |
| 1993 | Dragón: La historia de Bruce Lee                      | Viejo maestro    |           |
| 1996 | The Quest                                             | Khao             |           |
| 1997 | Rompiendo la superficie: la historia de Greg Louganis | Dr. Sammy Lee    |           |
| 1997 | Maremoto: No hay escape                               | Dr. Agamo        | Telefilme |
| 2008 | Chinaman’s Chance: America’s Other Slaves             | Dr. Sammy Lee    |           |

### Series
| Año       | Título | Papel      | Notas       |
| --------- | ------ | ---------- | ----------- |
| 1983-1984 | V      | Sr. Chiang | 8 episodios |